# 12927 Pinocchio
12927 Pinocchio (1999 SU9) là một tiểu hành tinh vành đai chính được phát hiện ngày 30 tháng 9 năm 1999 bởi M. Tombelli và L. Tesi ở San Marcello Pistoiese.